# 佐藤忠康
佐藤 忠康（さとう ただやす、生年不詳 - 永禄8年8月29日（1565年9月23日）は、戦国時代の武将。加治田城主佐藤忠能の嫡男。通称は右近右衛門。信氏とも。兄弟に昌信、斎藤利治室、佐藤継成室、仁甫竜義大姉、岸信周養女（八重緑）、能信がいる。

## 生涯
初め、父忠能は美濃斎藤氏に仕え、尾張の織田信長の侵攻に備えるため、関城主長井道利や堂洞城主岸信周とともに盟約を結び、その際に妹の八重緑は信周へ養女（人質）として出された。しかし、忠能が信長に内通したため、八重緑は加治田城に面した長尾丸山で磔にされた。
その翌日の永禄8年8月28日（1565年9月22日）に行われた堂洞合戦では、父忠能とともに忠康は堂洞城を北側から攻め、織田軍が南と西から攻めた結果、堂洞城は落城。その夜に信長は忠能の屋敷に一泊し、忠能・忠康父子は感激して喜んだという。翌29日、信長の引き揚げた加治田城へ長井道利が攻め寄せ関・加治田合戦が行われた。加治田城西大手口絹丸は、忠康と織田方からの援軍として斎藤利治が守備した。そこで激戦となる中、忠康は騎乗し縦横に駆け回って指揮をとったが、敵の矢を受け落馬して討死した。
道利を撃退した後、利治は関城を攻め、道利を城から退去させた。忠康の死去により、忠能の跡目は信長の命令によって利治に継がれることとなった。
なお、この忠能から利治への家督相続については、『三十一祖御修行記』の記述により、永禄8年から10年の間に忠康と弟昌信の間で争いが置き、昌信が忠康を殺して加治田城を奪ったが、稲葉山城攻撃の直前だったため、信長の喚起に触れて忠能は引退し、昌信は武芸八幡に移封またはお預けとなって、子孫はこの不名誉を忠康が戦死したことにして隠蔽したという説がある。
また、忠康を弘治元年（1556年）12月の時点で斎藤義龍に加勢して戦功をあげた桑原右近衛門尉で、忠能の養子になったと見る説もある。ただし、桑原右近衛門尉と忠能の同一人物説や、無関係説もある。